# 安藤浩和
安藤 浩和（あんどう ひろかず、1969年3月2日 - ）は、日本の作曲家。主にゲームミュージックを手掛ける。ハル研究所所属。千葉県出身。

## 人物
星のカービィシリーズの音楽を『夢の泉の物語』から担当し、初代から参加している石川淳と並んで「カービィ・サウンドの生みの親」とされている。『カービィのエアライド』と『ロボボプラネット』ではチーフサウンドコンポジションやリードサウンドとしてサウンド全体を統括する役割も担った。
大乱闘スマッシュブラザーズシリーズにも参加し、初代では効果音も含めた全ての音響を担当。『DX』ではテーマ曲を作曲するなどかつてはディレクターの桜井政博と並ぶ中心スタッフの一人だったが、『大乱闘スマッシュブラザーズX』以降には参加しておらず、作中BGMの原曲の作曲者（Supervisor (Original Games)）として名前をクレジットされるだけにとどまっている。
学生時代からパソコンで曲を作っており、ハル研究所にデモを送ったところ、曲を聴いた石川淳が会ってみようとなりその後入社した。入社後に練習として初めてファミコンのツールで安藤が作った曲を聴いた石川は、「なんという人を雇ってしまったのかと。想像していたより100倍くらいすごかった」と述懐し、当時すでに現在の作風を確立させていたことに衝撃を受けたという。
作曲の際はピアノで曲の設計を行い、その段階で納得が行かないと各音色の振り分けに進まないという。『星のカービィ トリプルデラックス』のラスボス曲「狂花水月」はシリーズの中でも人気曲として知られるが、安藤自身は最初にピアノで考えていた際のイメージが良かったため、ピアノを残したことがいい方向に出たかもしれないと語っている。

## 作品
- 1992年 - カードマスター リムサリアの封印（SFC, 石川淳と共同）
- 1993年 - 星のカービィ 夢の泉の物語（FC, 石川淳と共同）
- 1994年
  - パワーゴルフ2 ゴルファー（PCE, 井上大介・石川淳と共同）
  - カービィボウル（SFC）
- 1995年 - 星のカービィ2（GB, 池上正と共同）
- 1997年
  - カービィのきらきらきっず（GB）
  - カービィのきらきらきっず（SFC, 石川淳と共同）
- 1999年 - ニンテンドウオールスター!大乱闘スマッシュブラザーズ （N64）
- 2000年 - 星のカービィ64（N64, 石川淳と共同）
- 2001年 - 大乱闘スマッシュブラザーズDX（GC, 池上正・酒井省吾・橘田拓人と共同）※サウンド&ミュージックディレクター兼任
- 2002年 - 星のカービィ 夢の泉デラックス（GBA, 石川淳・酒井省吾・池上正と共同）
- 2003年 - カービィのエアライド（GC, 石川淳・酒井省吾・池上正と共同）※チーフサウンドコンポジション兼任
- 2006年
  - 星のカービィ 参上! ドロッチェ団（DS, 石川淳・池上正・酒井省吾と共同）
  - いまさら人には聞けない 大人の常識力トレーニングDS（DS, 池上正・石川淳と共同）
- 2008年
  - 大乱闘スマッシュブラザーズX（Wii）
  - みんなの常識力テレビ（Wii, 石川淳・池上正と共同）
  - 星のカービィ ウルトラスーパーデラックス（DS, 石川淳と共同）
- 2009年 - 立体ピクロス（DS, 山田泰正・石川淳と共同）
- 2010年 - 毛糸のカービィ（Wii, 冨田朋也・石川淳・池上正と共同）
- 2011年 - 星のカービィWii（Wii, 石川淳と共同）、マホロアの声[3]
- 2012年 - 星のカービィ 20周年スペシャルコレクション（Wii, 石川淳・酒井省吾と共同）
- 2014年
  - 星のカービィ トリプルデラックス（3DS, 石川淳と共同）、天空の民の声[4]
  - カービィファイターズZ（3DSDL）
  - デデデ大王のデデデでデンZ（3DSDL）
  - 大乱闘スマッシュブラザーズ for Nintendo 3DS / Wii U（3DS, Wii U）
- 2015年
  - ハコボーイ!（3DSDL, 石川淳と共同）
  - カタチ新発見! 立体ピクロス2（3DS, 大原萌・酒井省吾と共同）
- 2016年
  - ハコボーイ! もうひとハコ（3DSDL, 石川淳と共同）
  - 星のカービィ ロボボプラネット（3DS, 石川淳と共同）※リードサウンド
- 2017年
  - さよなら! ハコボーイ!（3DSDL, 石川淳と共同）
  - みんなで!カービィハンターズZ（3DSDL, 石川淳と共同）※リードサウンド
  - カービィのすいこみ大作戦（3DSDL, 石川淳と共同）
- 2018年
  - 星のカービィ スターアライズ（Switch, 石川淳・小笠原雄太と共同）※リードサウンド
  - 大乱闘スマッシュブラザーズ SPECIAL（Switch）
- 2019年
  - ハコボーイ!&ハコガール!（Switch, 小笠原雄太・石川淳と共同）
  - スーパーカービィハンターズ（Switch, 櫨本浩・石川淳と共同）
- 2020年 - カービィファイターズ2（Switch, 櫨本浩・下岡優希・石川淳と共同）
- 2022年
  - 星のカービィ ディスカバリー（Switch, 小笠原雄太・石川淳・下岡優希と共同）※リードミュージック
  - カービィのグルメフェス（Switch, 小笠原雄太・石川淳・酒井省吾・大原萌・下岡優希と共同）
- 2023年 - 星のカービィ Wii デラックス（Switch, 下岡優希・石川淳・櫨本浩・小笠原雄太・加藤優貴と共同）※下岡優希と共同でリードミュージック